# Gerardo Landriani Capitani
Gerardo Landriani Capitani (Milão, 1390/1400 - Viterbo, 9 de outubro de 1445) foi um cardeal do século XV.

## Biografia
Nasceu em Milão em Provavelmente no final do século XIV. De uma família muito distinta. Filho de Antonio Landriani, senhor feudal de Landriano desde 1408 e depois atestado como castellano de Melegnano, Abbiategrasso, Vigevano e, provavelmente, Brescia. Ele tinha pelo menos dois irmãos, Luigi e Pietro. Seu sobrenome também está listado apenas como Landriani. Ele foi chamado de Cardeal de Como.
Estudou direito civil no Studium Ticinense , onde foi estatutário em 1415 e 1416; titular de ordens menores; obteve o doutorado em direito civil; ele era um grande erudito.
Cânone da igreja de SS. Trinità em Pavia ainda jovem.
Recebeu os pedidos menores.
Administrador da Sé de Lodi, 13 de maio de 1418, vaga devido à transferência do Bispo Giacomo Arrigoni para Trieste; elegeu seu bispo em 15 de março de 1419; ele estabeleceu um arquidiaconado e um primicério . Consagrado (nenhuma informação encontrada). Participou do Conselho de Basileia e dirigiu-se à assembleia; enviado pelo conselho ao rei da Inglaterra, a quem se dirigiu com estilo elegante em 1432; defendeu e explicou a legitimidade da assembleia, e pediu ao monarca que enviasse prelados ingleses para a mesma. Transferido para a Sé de Como em 6 de março de 1437; ocupou a sé até sua morte. Várias vezes foi embaixador do duque de Milão perante o papa em Florença. Promovido ao cardinalato a pedido de Filippo Visconti, duque de Milão, cujo secretário era irmão do bispo.
Criado cardeal sacerdote no consistório de 18 de dezembro de 1439; recebeu o título de S. Maria in Trastevere, em 8 de janeiro de 1440. Nomeado legado na Lombardia; ele partiu de Florença em 26 de janeiro de 1440 por dois meses; e novamente em 6 de julho de 1441. Abade comendador do mosteiro cisterciense de S. Maria di Chiaravalle, Milão, 14 de setembro de 1442. Legado a latere perante o duque de Milão. Ele foi notado em Florença em 24 de outubro de 1442. Retornou a Siena de uma nova legação na Lombardia em 11 de abril de 1443. Partiu de Roma para Florença em 31 de janeiro de 1444; novamente, no dia 11 de julho seguinte; e em 12 de agosto de 1445, por motivos de saúde.
Morreu em Viterbo em  9 de outubro de 1445; acredita-se que ele foi envenenado por ordem do duque Filippo Visconti de Milão, que passou a suspeitar do cardeal e de seu irmão. Sepultado na igreja franciscana de Viterbo